# Unciola dissimilis
Unciola dissimilis is een vlokreeftensoort uit de familie van de Unciolidae. De wetenschappelijke naam van de soort is voor het eerst geldig gepubliceerd in 1945 door Clarence Raymond Shoemaker.